# Fältnarv

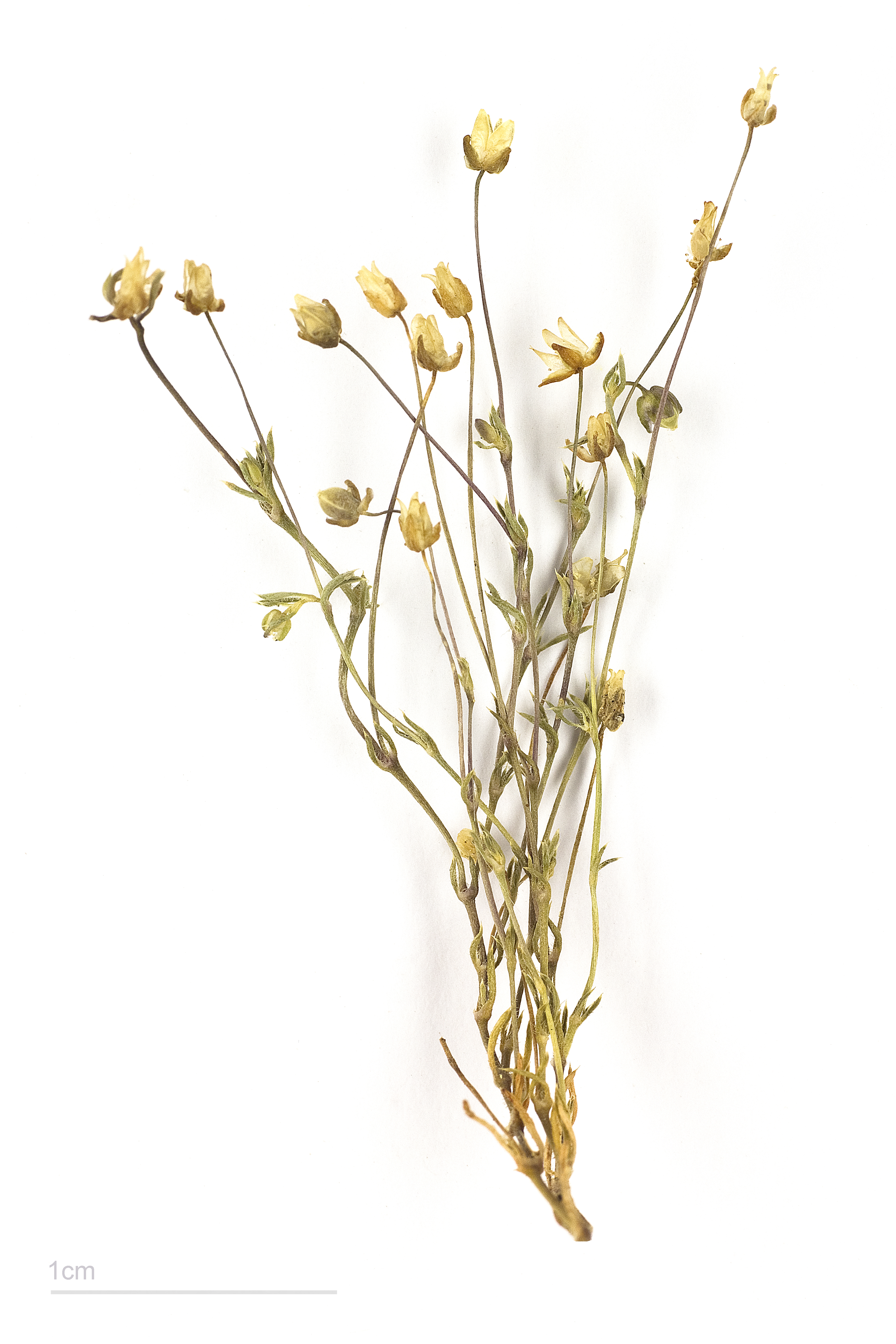
Sagina apetala - MHNT

Fältnarv (Sagina apetala) är en tvåhjärtbladig växtart som beskrevs av Pietro Arduino. I den svenska databasen Dyntaxa är detta taxon uppdelat i flera:
- Fältnarv Sagina apetala[5]
- Hårnarv Sagina micropetala[6]

Fältnarv ingår i släktet smalnarvar, och familjen nejlikväxter. Enligt den svenska rödlistan  är arten sårbar i Sverige. Arten förekommer i Götaland och Öland. Artens livsmiljö är jordbrukslandskap, stadsmiljö. Inga underarter finns listade i Catalogue of Life.